# Escherichia coli O104:H4
Escherichia coli O104:H4 — высоко патогенный энтерогеморрагический штамм кишечной палочки, до 2011 года редкий в Европе. Инфицирование этим штаммом вызывает гемолитико-уремический синдром. В мае—июне 2011 года штамм вызвал пищевые отравления в Германии, а также в ряде других стран (Австрия, Чехия, Дания, Франция, Нидерланды, Норвегия, Швеция, Испания, Швейцария, Великобритания, США, Финляндия, Словакия).

## Эпидемии O104:H4
В 1994 году штамм O104:H21, близкий к O104:H4, вызвал в Монтане (США) многочисленные отравления, сопровождавшиеся геморрагическим колитом.
В 2005 году в Южной Корее был описан случай кишечного заболевания, вызванного штаммом O104:H4.
В августе — сентябре 2016 года вспышка заболевания была в Финляндии. Предполагается, что фактором передачи явились листья салата рукола.

### Эпидемия в Европе 2011 года
В мае-июне 2011 года O104:H4 привёл к многочисленным случаям гемолитико-уремического синдрома в Германии и других странах Европейского союза. С 30 мая 2011 года Россия ввела полный запрет на ввоз овощей из Испании и Германии, который действовал до 23 июня. Из-за эпидемии потребление свежих овощей в Германии резко снизилось.
Пострадавшие
| Страна         | Количество заболевших | Количество умерших    |
| -------------- | --------------------- | --------------------- |
| Великобритания | 11                    | нет летальных исходов |
| Германия       | 520                   | 18                    |
| Дания          | 17                    | нет летальных исходов |
| США            | 4                     | нет летальных исходов |
| Финляндия      | 1                     | нет летальных исходов |
| Швеция         | 47                    | 1                     |

## Клиническая картина
Инфекция E. coli O104:H4 вызывает геморрагическую диарею, боли в животе, микроангиопатическую гемолитическую анемию, тромбоцитопению с поражением почек, нестойко нарушаются функции центральной нервной системы.

## Геномный анализ
Геномный анализ показал, что штамм, вызвавший эпидемию в Европе, представляет собой совершенно новую высокотоксичную и высокоинфекционную форму кишечной палочки.
Полный геном штамма имеет размер около 5,2 Mb. Относится к новому серотипу EHEC штамма E. coli O104, который ранее не вызывал вспышек заболевания. Сравнительный анализ показал 93 % сходства со штаммом E. coli EAEC 55989, обнаруженным в Центрально-Африканской Республике и вызывающим диарею.
Штамм содержит в геноме последовательности, способные вызвать у человека геморрагический колит и гемолитико-уремический синдром, полученные, по-видимому, в результате горизонтального переноса генов. Более того, штамм содержит гены устойчивости к аминогликозиду, макролидам и антибиотикам бета-лактамного ряда.